# 베이징 지하철 DKZ6형 전동차
베이징 지하철 DKZ6형 전동차(중국어: 北京地铁DKZ6型电动车组)는 베이징 지하철의 통근형 전동차 중 하나로, 현재 13호선에서 운행하고 있다.

## 개요
2002년 제조된 DKZ6의 초기 전면부는 흑백으로 도색된 스테인리스 스틸 차체였다. 초기에는 4량 편성으로 창춘 궤도객차에서 생산되었으며, 차량번호는 H402호로 후이룽관 차량단에 속해 있었다. 이후 여객 수의 급속한 증가에 대응하여 2009년 3월 전 열차를 6량 편성으로 확충하였고, 열차는 DKZ5와 동일한 도색으로 바꾸었다.

## 열차 내부
열차는 드럼형 차체이며, 출입문은 전동 내장문으로 각 객차에 총 4쌍의 출입문이 있다. 또 각 객차의 연결부에도 문이 연결되어 자동으로 닫힌다. 출입문 위에는 LED 전광판이 있으며, LED 노선도는 없다. 하지만 이 열차는 다른 DKZ5 열차와 마찬가지로 객차 연결부 개조 및 LED 노선도 교체를 포함하여 도색 및 실내 개조를 거치게된다.

## 편성
|            | DKZ6← 시즈먼둥즈먼 → |           |           |           |           |            |
| 객차번호   | 1                    | 2         | 3         | 4         | 5         | 6          |
| 집전장치   | 있음                 |           | 있음      |           |           | 있음       |
| 객차 유형  | DK35                 | DK36      | DK37      | DK36      | DK36      | DK35       |
| 형태 구분  | H4021 (Mc)           | H4022 (T) | H4023 (M) | H4024 (T) | H4025 (T) | H4026 (Mc) |
| 동력장치   | 장치1                | 장치1     | 장치2     | 장치2     | 장치3     | 장치3      |
| 기타 설비  |                      |           |           |           |           |            |
| 기계 설치  | VVVF                 | SIV       | VVVF      | SIV       | SIV       | VVVF       |
| 차량 중량  | 37.0t                | 29.0t     | 37.0t     | 29.0t     | 29.0t     | 37.0t      |
| 승객적재량 | 223명                | 244명     | 244명     | 244명     | 244명     | 223명      |

## 같이 보기
- 베이징 지하철 DKZ5형 전동차